# Liste des îles de Sao Tomé-et-Principe
Cat article présente la liste des îles appartenant à Sao Tomé-et-Principe.

## Par ordre alphabétique
- Ilhéu Bom Bom
- Ilhéu das Cabras
- Ilhéu Caroço
- Ilhéu Gabado
- Ilhéu dos Mosteiros
- Pedra da Galé (en)
- Principe
- Ilhéu Quixibá (en)
- Rolas (ou Îlot Gago Coutinho)
- Ilhéu de Santana
- Ilhéu de São Miguel (en)
- São Tomé (la principale)
- Sete Pedras
- Tinhosa Grande (en)
- Tinhosa Pequena (en)